# 快捷指令
快捷指令（英語：Shortcuts），2.0版前名為Workflow，是iOS上的工作應用程式，「捷徑」App讓使用者可運用多個步驟來製作專屬的捷徑。